# Hyalinobatrachium talamancae
Espèce
Synonymes
- Cochranella talamancae Taylor, 1952

Statut de conservation UICN

 LC  : Préoccupation mineure
Hyalinobatrachium talamancae est une espèce d'amphibiens de la famille des Centrolenidae.

## Répartition
Cette espèce est endémique du Costa Rica. Elle se rencontre dans la province de Limón de 475 à 850 m d'altitude.

## Description
Les mâles mesurent de 24 à 26 mm et les femelles de 25 à 27 mm.

## Étymologie
Son nom d'espèce lui a été donné en référence au lieu supposé de sa découverte, la cordillère de Talamanca mais qui serait erroné selon Kubicki.

## Publication originale
- Taylor, 1952 : A review of the frogs and toads of Costa Rica. The University of Kansas Science Bulletin, vol. 35, no 1, p. 577-922 (texte intégral).